# St. Martin (Griethausen)

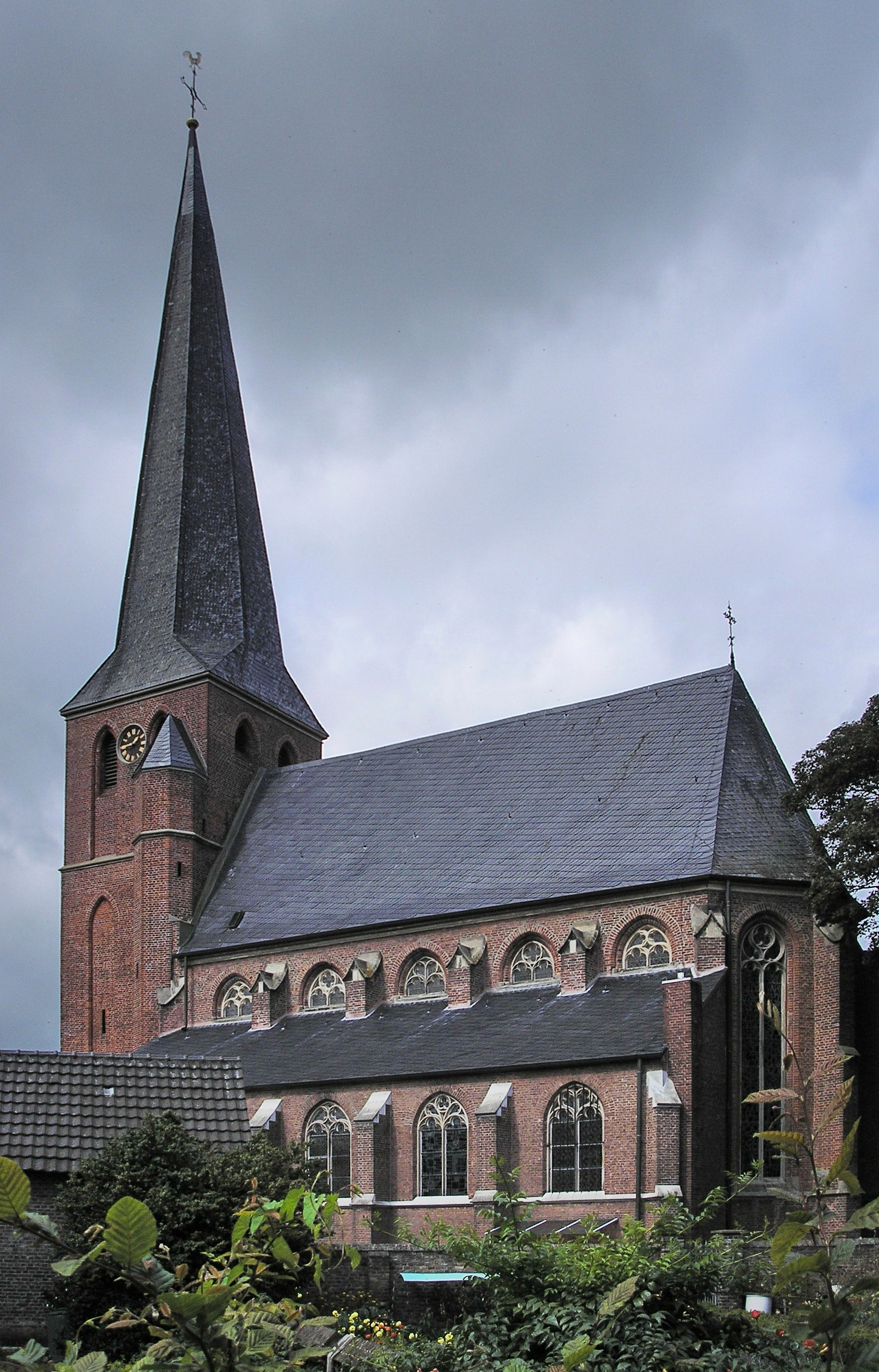
Pfarrkirche St. Martin, 2007

Die katholische Pfarrkirche St. Martin ist ein denkmalgeschütztes Kirchengebäude am Martinusplatz in Griethausen, einem Ortsteil von Kleve im Kreis Kleve (Nordrhein-Westfalen).

## Geschichte und Architektur

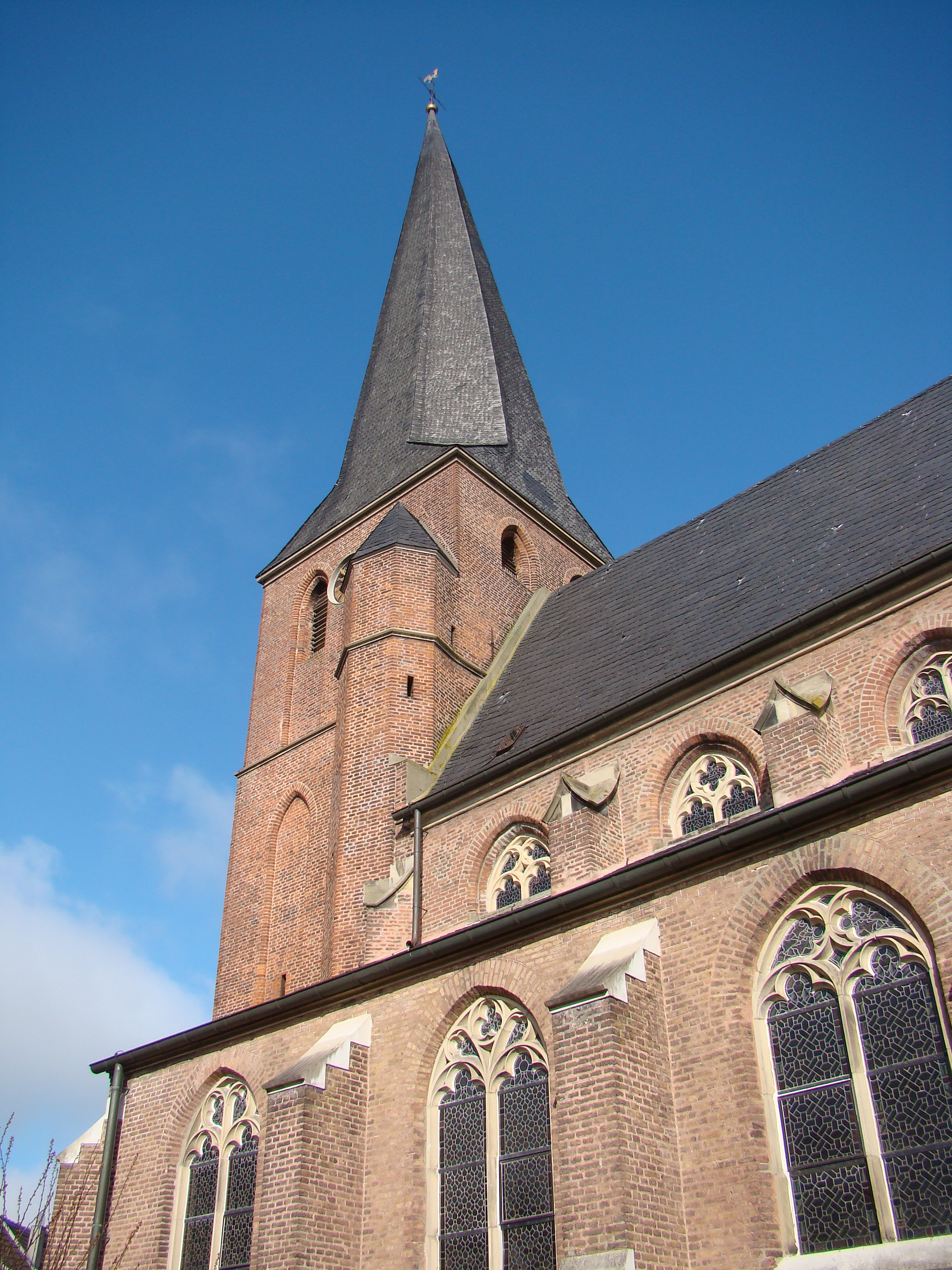
St. Martin

Der Kern der kreuzrippengewölbten, dreischiffigen Backsteinbasilika ist das im zweiten Viertel des 15. Jahrhunderts als einschiffige Kapelle erbaute Mittelschiff. Es wurde um 1500 um das nördliche Seitenschiff erweitert und es wurde der Westturm vorgesetzt. Das südliche Seitenschiff wurde 1850 angebaut. Der dreigeschossige Turm wird von einem polygonalen Treppentürmchen begleitet. Der Turm ist durch Spitzbogenblenden gegliedert und wurde im 18. Jahrhundert mit einer Schieferpyramide geschlossen. Die kreuzrippengewölbte Turmhalle ist in großen Spitzbögen zum Mittelschiff hin geöffnet. Darüber befand sich das heute zugemauerte Westfenster des ursprünglichen Kapellengebäudes. Am Mittelschiff befindet sich der Chor mit 5/8 Schluss. Die alte Sakristei am nördlichen Seitenschiff, in Form eines polygonal geschlossenen Chörchens, wird derzeit als Taufkapelle genutzt. Die Kirche wurde nach Beschädigungen im Zweiten Weltkrieg bis 1953 wiederhergestellt.

## Ausstattung

### Sakramentshaus
Das spätgotische Sakramentshaus aus Sandstein wurde am Anfang des 16. Jahrhunderts gebaut. Das vierseitige Gehäuse auf einem gegliederten Postament, ist von einem bis in das Gewölbe reichende, auskragenden dreigeschossigen Aufsatz in reichen spätgotischen Formen bekrönt. Die Figuren im Sockel wurden erneuert. In den Seiten des Gehäuses stehen in den Kehlen Statuetten in Hochrelief auf Konsolen und unter Baldachinen.

### Sonstige Ausstattung
- Das kupferne Taufbecken von 1808 auf einem schmiedeeisernen Fuß steht in der Turmhalle und wird als Weihwasserbecken benutzt.
- Das Kruzifix von der Mitte des 15. Jahrhunderts ist in der Taufkapelle, die Fassung ist verloren.
- Bei der Muttergottes vom Ende des 15. Jahrhunderts wurden die Krone und das Zepter der Maria und der Oberkörper des Kindes erneuert. Die Fassung ist neu.
- Der hl. Antonius Abbas vom Anfang des 16. Jahrhunderts wurde neu gefasst.
- Der hl. Johannes Evangelist aus der Zeit um 1520 ist dem Bildhauer H. van Holt zugeschrieben. Die Fassung ist nicht mehr vorhanden.
- Das Altarkreuz vom ersten Viertel des 16. Jahrhunderts wurde H. Douverman zugeschrieben.
- Das Vesperbild aus der Zeit um 1530/40 ist der Werkstatt des H. van Holt zugeschrieben.
- Das Ölgemälde mit der Darstellung des Kalvarienberges wurde im dritten Viertel des 16. Jahrhunderts in der Nachfolge des M. van Heemskerk geschaffen.